# Albulinae
Sous-famille
Les Albulinae forment une sous-famille de poissons téléostéens de la famille des Albulidae.

## Liste des genres
Selon ITIS :
- genre Albula Scopoli, 1777